# Lottie Beaman
Lottie Beaman (* als Lottie Kimbrough 1893 in Jonesboro, Arkansas oder 1900 in West Bottoms, Kansas City, Missouri; † nach 1929) war eine US-amerikanische Bluessängerin und Musikerin.

## Leben und Wirken
Beaman, die in Kansas City lebte, trat mit ihrem Bruder Sylvester Kimbrough in Vaudevilletheatern auf. Gemanagt wurde sie von dem Bluessänger Winston Holmes. Unter dem Pseudonym „The Kansas City Butter Ball“ spielte sie zwischen 1924 und 1929 eine Reihe von Titeln für Columbia und Gennett Records wie „Corn Liquor Blues“, „Gravel Camp Blues“ (1927) und „Wayward Girl Blues“ (1928); zu ihren Begleitmusikern gehörten Jazzmusiker wie Pruitt Twins, Charlie Jackson und Jimmy Blythe. Mit Holmes nahm sie auch mehrere Gospelsongs auf.

## Diskographische Hinweise
- Lottie Kimbrough & Winston Holmes (1928–1929)
- Kansas City Blues 1924–1929 (Document, ed. 1993)
- Elzadie Robinson – Lottie Beaman: Complete Works, Vol. 2 (1928–1929) (Document, ed. 1990)